# Cantó de Drulingen
El cantó de Drulingen és una antiga divisió administrativa francesa situada al departament del Baix Rin i a la regió d'Alsàcia. Va desaparèixer el 2015.

## Composició
El cantó de Drulingen aplega 26 comunes :

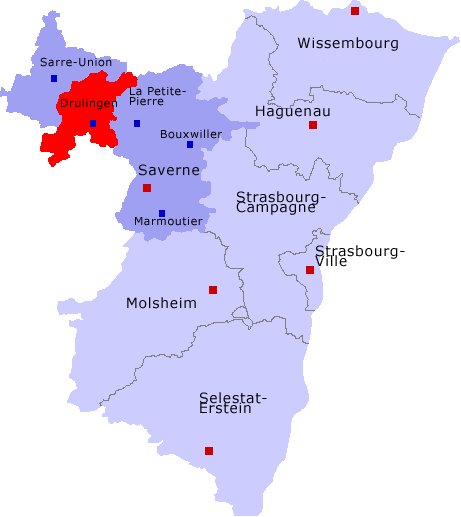
Localització del Cantó de Drulingen

| Nom alsacià          | Nom francès    | Nom alemany |
| Àdàmswiller / Willer | Adamswiller    | Adamsweiler |
| Àsswiller            | Asswiller      | Assweiler   |
| Bäredorf             | Baerendorf     | Bärendorf   |
| Bärich               | Berg           | Berg        |
| Bättwiller           | Bettwiller     | Bettweiler  |
| Burbàch              | Burbach        | Burbach     |
| Bíscht               | Bust           | Büst        |
| Dààl                 | Thal-Drulingen | Thal        |
| Deemeringe           | Diemeringen    | Diemeringen |
| Drülinge             | Drulingen      | Drulingen   |
| Durschtel            | Durstel        | Durstel     |
| Eschwiller           | Eschwiller     | Eschweiler  |
| Eiwiller             | Eywiller       | Eyweiler    |
| Geerlinge            | Gœrlingen      | Görlingen   |
| Gungwiller           | Gungwiller     | Gungweiler  |
| Hírschland           | Hirschland     | Hirschland  |
| Kirbrich             | Kirrberg       | Kirrberg    |
| Mackwiller           | Mackwiller     | Mackweiler  |
| Otwiller             | Ottwiller      | Ottweiler   |
| Röwiller             | Rauwiller      | Rauweiler   |
| Rexinge              | Rexingen       | Rexingen    |
| Seewiller            | Siewiller      | Sieweiler   |
| Volkschburi          | Volksberg      | Volksberg   |
| Hàmbàch              | Waldhambach    | Waldhambach |
| Wislínge             | Weislingen     | Weislingen  |
| Weier                | Weyer          | Weyer       |

## Història
| Data d'elecció | Identitat       | Partit           | Qualitat |
| -------------- | --------------- | ---------------- | -------- |
| 1945-1982      | Alfred Westphal | RPR              |          |
| 1982-1988      | Jean Lentz      | RPR              |          |
| 1988-2015      | Jean Mathia     | UDF, després UMP |          |